# Compianto sul Cristo morto (Giovanni Bellini Firenze)
Il Compianto sul Cristo morto è un dipinto tempera su tavola (74x118 cm) di Giovanni Bellini, databile al 1500 circa e conservato nella Galleria degli Uffizi di Firenze.

## Storia
Il dipinto a chiaroscuro, che doveva forse essere un modello da replicare usato nella bottega dell'artista o la base preparatoria per un dipinto mai completato col colore, venne regalato da Alvise Mocenigo al Granduca di Toscana in cambio di una tabacchiera di pietre dure legate in oro e contornate di brillanti. In seguito il Granduca stesso lo donò alle Gallerie il 22 ottobre 1798.
La critica lo assegna unanimemente al periodo della piena maturità dell'artista alle soglie del XVI secolo o ai primi anni di esso.

## Descrizione e stile
L'opera, più che un saggio di grafica, è intesa come opera finita per il supporto ligneo, oltre che l'altissimo grado di perfezione del disegno e lo straordinario pathos che domina tutta la composizione: per questo è esposto nelle sale del museo fiorentino invece che fare parte del Gabinetto dei Disegni e delle Stampe. Dopotutto il fondo non è una preparazione, ma un consistente strato di pittura.

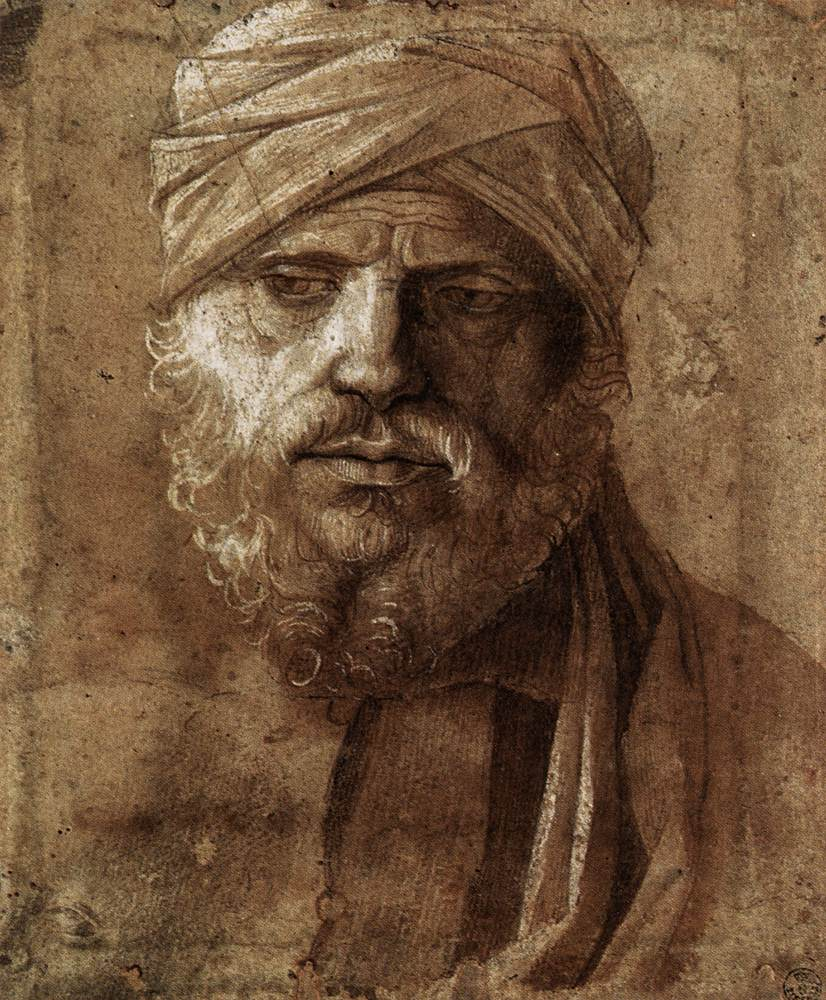
Ritratto d'uomo, Gabinetto dei Disegni e delle Stampe

Rispetto alle altre Pietà dell'artista, la composizione è molto più affollata: al centro si trova Cristo morto in posizione seduta, tenuto ai lati da un'espressiva Madonna e da san Giovanni; da sinistra si riconoscono poi Maria Maddalena, Giuseppe di Arimatea; in secondo piano si trovano tre figure meno calcate, una fanciulla, un uomo calvo e barbuto e Nicodemo, l'anziano monaco con la barba lunga. Della figura di Nicodemo esiste uno studio sempre a Firenze (Gabinetto dei Disegni e delle Stampe degli Uffizi n. 595), pure proveniente, forse, dalla bottega dell'artista dove era usato come modello.
Le ginocchia prorompenti del Cristo, messe in scorcio, irrompono illusoriamente verso lo spettatore, ponendolo in stretto contatto con l'immagine divina.